# Stroupínský potok (přírodní památka)
Přírodní památka Stroupínský potok je úsek Stroupínského potoka mezi obcemi Hředle a Zdice v okrese Beroun v Česku. Byla vyhlášena 16. 3. 2017. Důvodem ochrany je výskyt raka kamenáče (Austropotamobius torrentium), raka říčního (Astacus astacus) a střevle potoční (Phoxinus phoxinus). Součástí ochrany je i jejich biotop. Jedná se o část evropsky významné lokality Stroupínský potok. Cílem ochrany je hlavně zachování současného stavu potoka a udržení stabilních populací chráněných živočichů.

## Lokalita
PP Stroupínský potok se nachází ve Středočeském kraji jihozápadně od Prahy v okrese Beroun mezi obcemi Bavoryně, Hředle a Zdice. Lokalita spadá pod katastrální území Bavoryně, Hředle u Zdic a Zdice. Tvoří část Evropsky významné lokality Stroupínský potok, jejímž předmětem ochrany je populace raka kamenáče (Austropotamobius torrentium) a Vranky obecné (Cottus gobio).
Potok protéká mírně zvlněnou krajinou, z obou stran je obklopen zemědělsky využívanou plochou a v na jejich okrajích se krajina začíná zvedat v kopce. Tato část potoka tvořící přírodní památku protéká obcemi Hředle a Zdice.
Přírodní památka se nachází v mírně teplé klimatické oblasti T2 v nadmořské výšce 265–285 m n. m. Mezi typické rysy této klimatické oblasti patří dlouhé suché léto a krátká, mírně teplá suchá zima.

## Historie
Návrh na vyhlášení chráněného území byl vydán Krajským úřadem Středočeského kraje 10.6.2016 z důvodu zajištění ochrany části evropsky významné lokality Stroupínský potok.
Okolí Stroupínského potoka bylo odedávna bohatě osídleno. V rámci regulace toku došlo k vybudování celkem 9 betonových a dřevěných stupňů sloužící jako migrační bariéry, které mohou působit proti šíření invazních druhů proti proudu toku. Oblast poznamenala stavba dálnice D5, která ve spodním toku působí jako zdroj znečištění. Voda Stroupínského potoka dodnes slouží obyvatelům okolních obcí pro vlastní a zemědělskou potřebu. Je veden jako vodárenský tok.

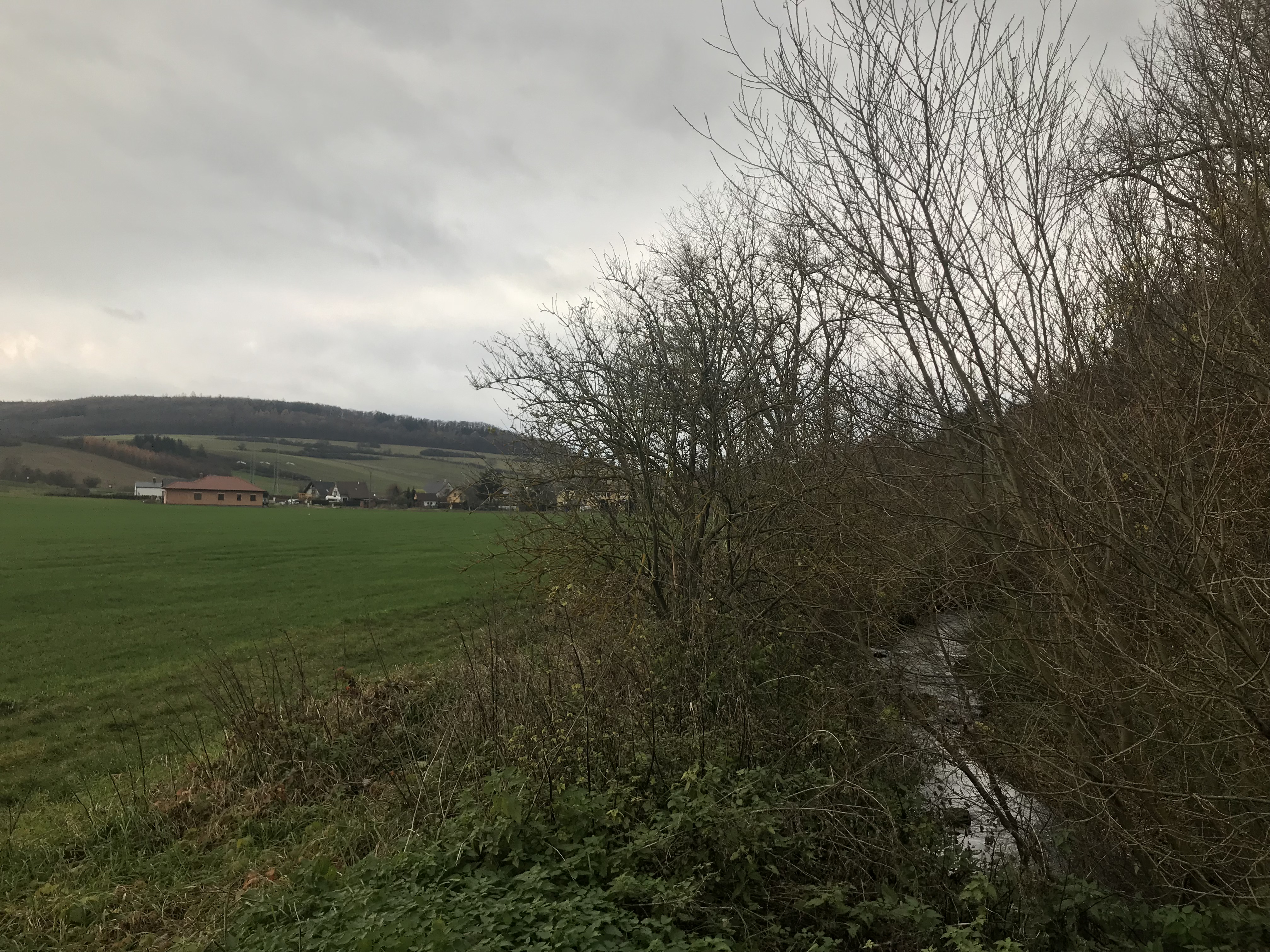
Zemědělská krajina, v dálce obec Hředle

## Přírodní poměry

### Geologie
Lokalita náleží k Českému masívu. Území se rozkládá na geomorfologickém celku Hořovická pahorkatina. Její podloží tvoří nivní sediment složený z hlíny, písku a štěrku. Najít zde můžeme proterozoické břidlice, droby a v menší míře také ordovické horniny.
Spodní tok Stroupínského potoka je hluboký 0,2–1 m. Jeho břeh je kamenitý až balvanitý. V rámci celého Stroupínského potoka převažují modální kambizemě.
Břeh potoka tvoří úzký pás pobřežní vegetace. Její široké okolí tvoří zemědělsky využívaná, mírně zvlněná krajina.

### Hydrologie
Přírodní památku tvoří spodní tok Stroupínského potoka, který pramení v blízkosti Hořovic a Kařízku. Stroupínský potok protéká Žebráckým rybníkem a mezi jeho přítoky patří Drozdovský, Bzovský, Pařezový a Vraní potok.

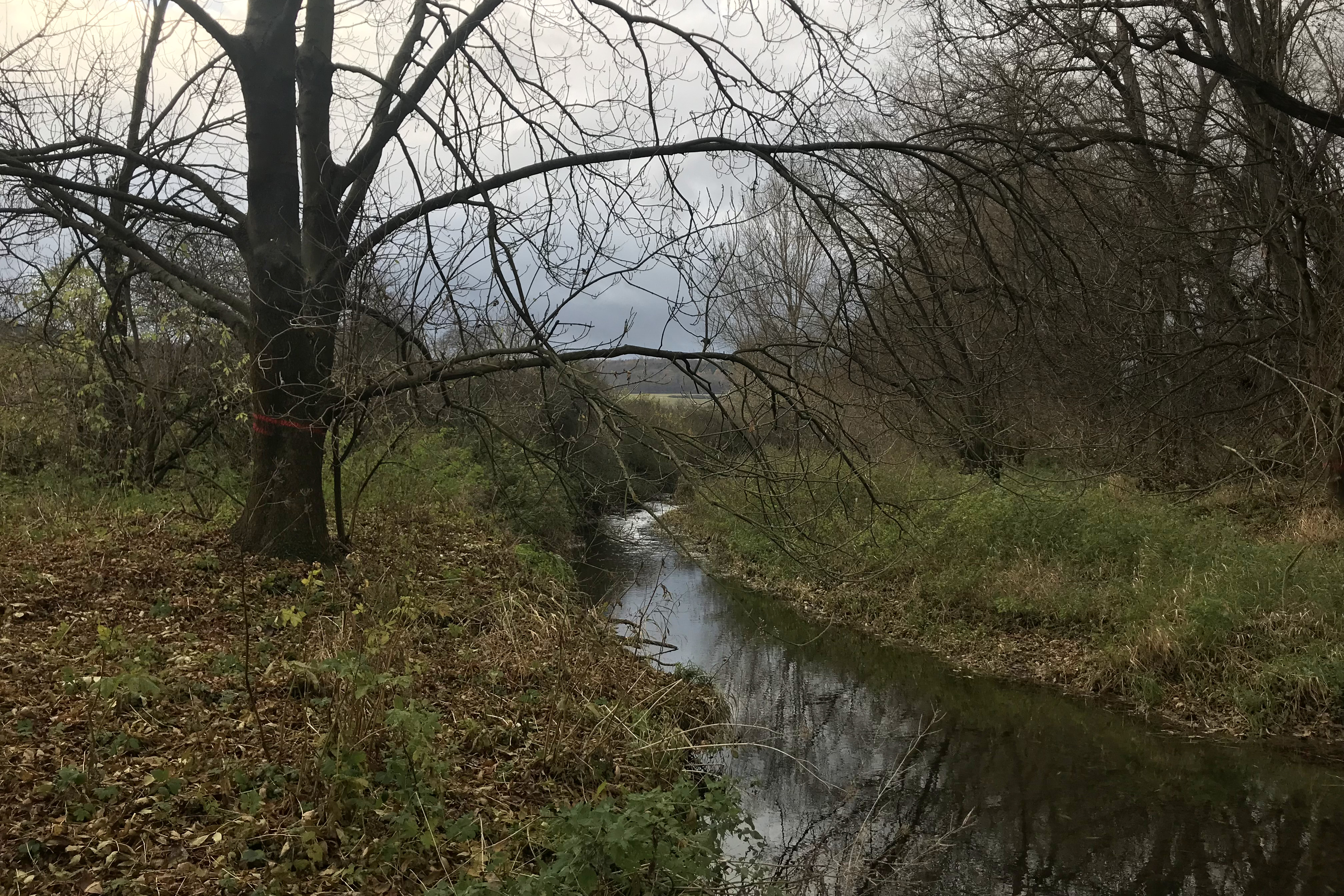
Tišina Stroupínského potoka

Spodní tok Stroupínského potoka má mírnější spád. Na rozdíl od horního toku zde potok meandruje mnohem méně a udržuje spíše rovný směr. Nachází se zde jak proudné úseky, tak klidnější tůně. Hloubka se pohybuje mezi 0,2–1 m. Právě hloubková diverzita toku skýtá vhodné prostředí pro život raků.
Břeh potoka navazuje na kamenité dno. Kvalita vody je v této části potoka dobrá (i přes absenci čističky odpadních vod v obci Hředle) a to hlavně díky samočisticí funkci vody v neupravených přírodních úsecích. Dle měření kvality vody v letech 2006–2015 ve VÚV TGM je zde trend navyšování obsahu fosforu. Ve vodě i v půdě byla dále zjištěna přítomnost těžkých kovů, kancerogenních, teratogenních a mutagenních látek (například fluoranthen) a endokrinních disruptorů (byl překročen limit pro Bisfenol A).
V blízkosti obce Zdice se potok vlévá do Červeného potoka. Nebezpečím pro dobrou kvalitu vody představuje hlavně znečištění z obcí a okolních polí a následná eutrofizace vod.

### Flora

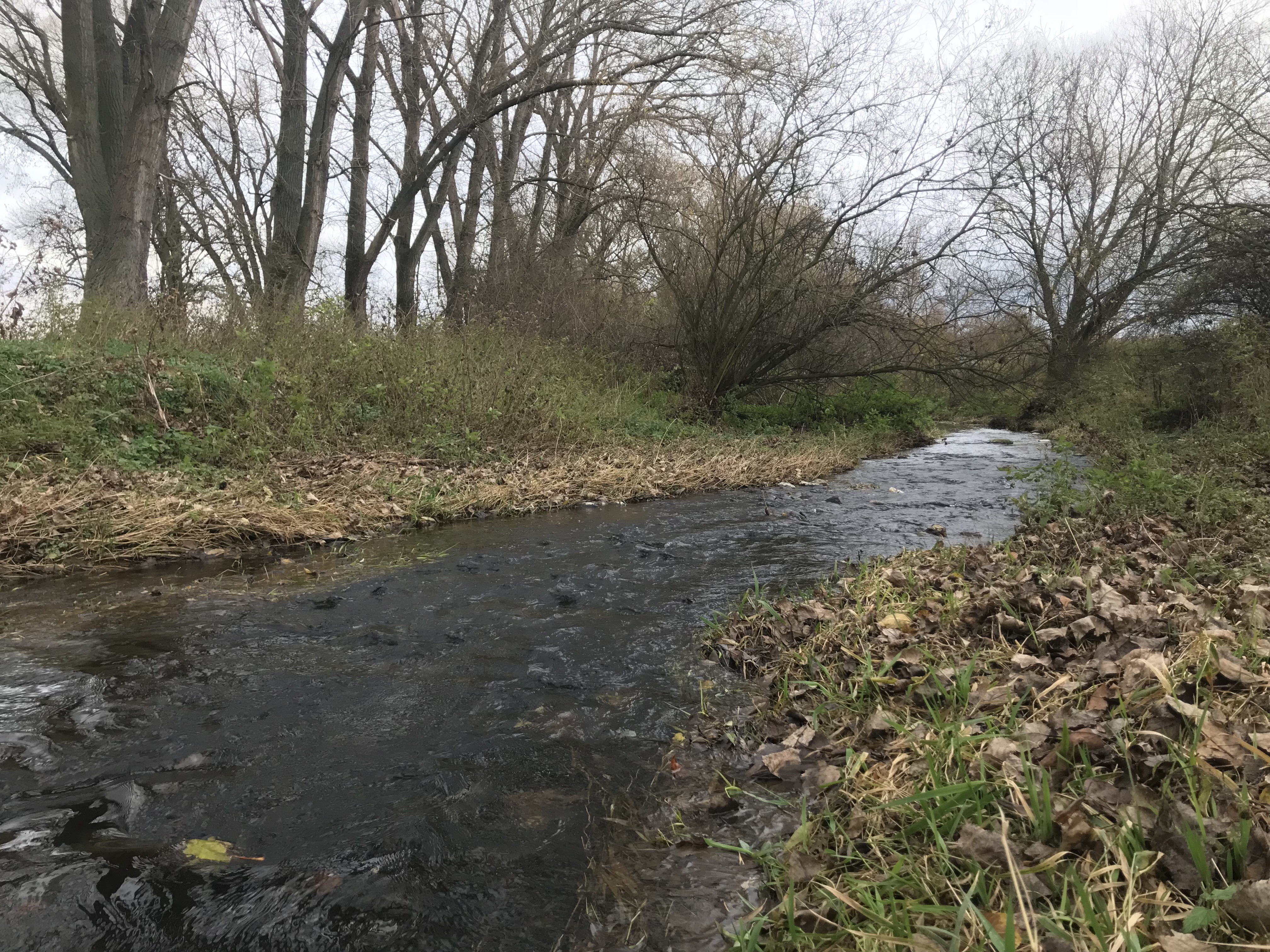
Rychlejší tok

V bezprostřední blízkosti potoka je úzké pobřežní pásmo tvořené různými druhy bylin a křovin. Jedná se především o luční ekosystémy. Stromy zde zastupují především porosty vrb (Salix), topolů (Populus) a olší (Alnus). Z bylin se zde vyskytuje například netýkavka malokvětá (Impatiens parviflora), kopřiva dvoudomá (Urtica dioica), divizna (Verbascum sp.), pelyněk černobýl (Artemisia vulgaris) a třezalka tečkovaná (Hypericum perforatum).
Širší okolí na obou stranách břehu tvoří zemědělsky využívaná plocha – pole.

### Fauna
Předmětem ochrany této přírodní památky je zde žijící rak kamenáč (Austropotamobius torrentium) a rak říční (Astacus astacus).
Populace raka kamenáče je stabilní, odhaduje se početnost asi 0,4 jedince na 1m2. Patří mezi kriticky ohrožené druhy. Součástí ochrany je i jeho biotop: tůně a klidné části potoka s dostatkem kamenů sloužící jako vhodný úkryt. Jedná se především o horní části meandrujících toků s čistou vodou.
Populace raka říčního je stabilní, odhaduje se početnost asi 0,5 jedince na 1m2. Patří mezi kriticky ohrožené druhy. Součástí ochrany je i jeho biotop: tůně a klidné části potoka s dostatkem kamenů sloužící jako vhodný úkryt.
Ve vodním toku převažují kaprovité ryby, například jelec tloušť (Squalius cephalus), plotice obecná (Rutilus rutilus). Z dalších čeledí se jedná například o okouna říčního (Perca fluviatilis), pstruha obecného (Salmo trutta) nebo mřenku mramorovanou (Barbatula barbatula).
Předmětem ochrany je dále střevle potoční (Phoxinus phoxinus). Její populace je v současné době stabilní. Patří mezi ohrožené druhy. Součástí ochrany je i její biotop, pstruhové pásmo Stroupínského potoka ve vyšších polohách.
Mezi zde se pravidelně vyskytující silně ohrožené druhy patří ledňáček říční (Albedo atthis).

## Ochrana přírody

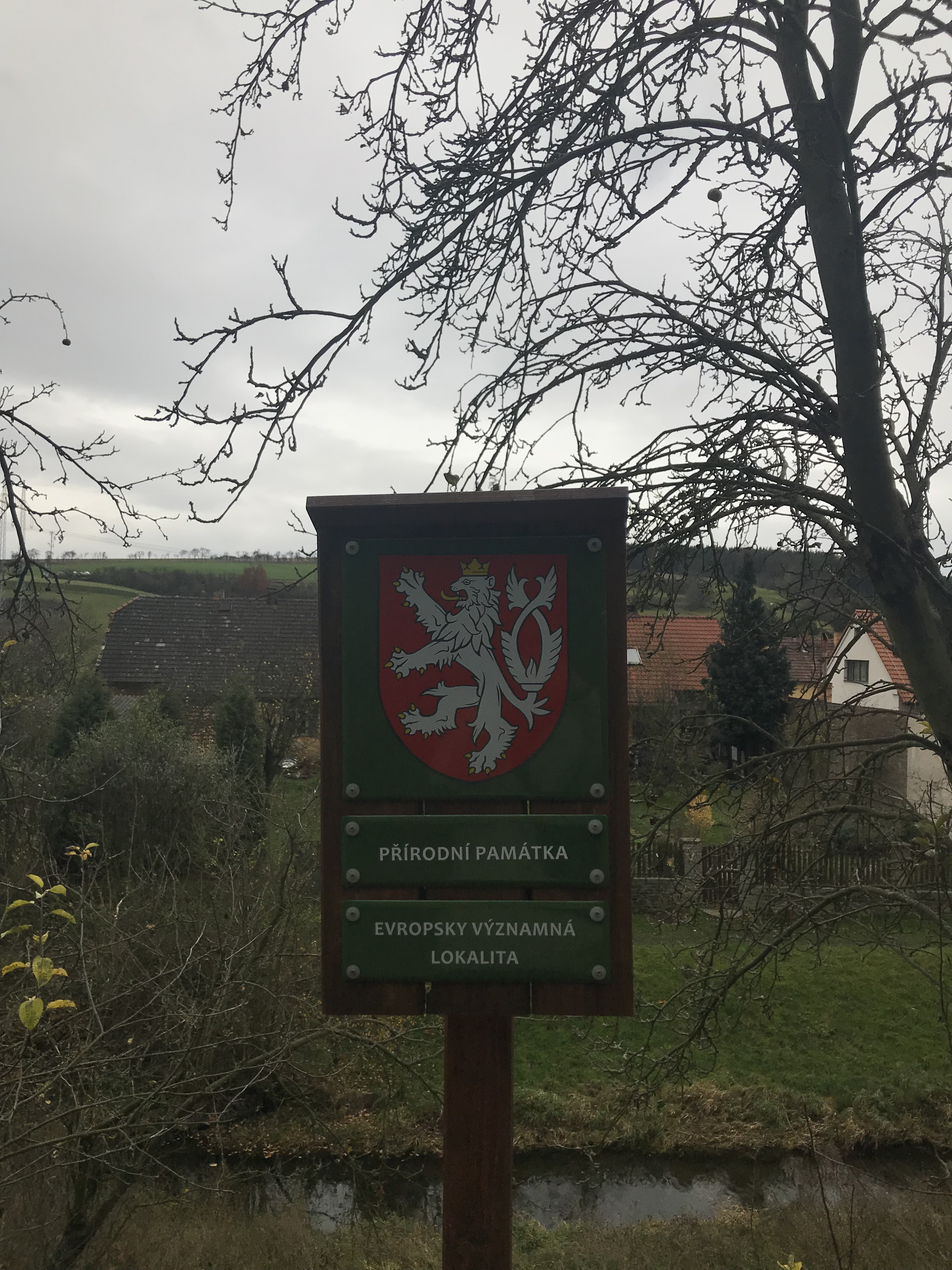
Přírodní památka

Předmětem ochrany PP Stroupínský potok jsou tyto druhy živočichů: rak kamenáč (Austropotamobius torrentium), rak říční (Astacus astacus) a střevle potoční (Phoxinus phoxinus).
Cílem ochrany je především zachování současného stavu Stroupínského potoka a stabilních populací raka kamenáče, raka říčního a střevle potoční.
Plán péče o přírodní památku Stroupínský potok je schválen na období 2017–2026.
Důležitá je pravidelná kontrola kvality a čistoty vody, která je podstatná pro udržení celkového dobrého stavu přírodní památky a zachování stabilních populací živočichů. V rámci plánu péče je zamezení vypouštění odpadních vod z okolních obcí (diskutuje se také o vybudování čističky odpadních vod v obci Hředle).
Doporučuje se také úplné omezení hnojení na okolních zemědělsky využívaných půdách a jejich transformace na trvalé travní porosty, popřípadě alespoň rozšíření pásu pobřežní vegetace. Došlo k úplnému odstranění skládky bioodpadu v obci Hředle a platí zákaz jejího dalšího vytváření, které by mohlo vést k eutrofizaci vod a tím narušení stability ekosystému.
V rámci plánu péče je také zamezení technických zásahů, které by mohly narušit koryto toku (především zachování dna s dostatkem možných úkrytů pro populace obou raků). Důležité je zachování hloubkové diverzity toku – dostatek jak rychlejších, proudových úseků, tak klidných tůní. V plánu péče je také zachování migrační prostupnosti na území celé přírodní památky.
Součástí plánu péče je dále pravidelná kontrola populací raků a střevle potoční a také zamezení vysazování (především nepůvodních druhů) ryb.
Dalším nebezpečím pro populace raků je šíření invazního druhu raka pruhovaného (Faxonius limbus), který byl u nás uměle vysazen. Tento nepůvodní druh je často přenašečem tzv. račího moru, vysoce infekčního onemocnění napadající pouze původní raky. Toto onemocnění bylo potvrzeno u raků v horním toku Litavky, pod jejíž povodí spadá také Stroupínský potok. Důsledky onemocnění bývají pro živočichy fatální. Prevencí je omezení přesouvání raků na jiná místa a kontrola původu vysazovaných ryb.

## Turismus
Přírodní památka se nachází mezi obcemi Hředle a Zdice v docházkové vzdálenosti z obou obcí. Tato část Stroupínského potoka není nijak turisticky využívaná. Případný rybolov omezuje především přirozené zarůstání vegetací obou břehů potoka.